# みやび鈴
みやび 鈴（みやび すず、9月30日 - ）は、「なかよし」の漫画家。広島県出身。A型。
2005年、『Sweetダーリン』でなかよし新人まんが賞準入選を受賞し、「なかよしラブリー」秋の号でデビュー。同期はまづる凛、茶匡。

## 作品リスト
- Sweetダーリン（デビュー作）
- 恋愛プリンセス